# Aeropuerto de Naratetama
El Aeropuerto Internacional de Nusantara ( aeropuerto IKN ) es un aeropuerto en construcción que se espera que esté operativo en agosto de 2024.   El Aeropuerto Internacional de Nusantara, recibirá a vuelos nacionales e internacionales saliendo de la capital. El aeropuerto, que está a 23 km del punto 0 de IKN y 120 kilómetros de Balikpapan . 

## Desarrollo
La construcción del aeropuerto comenzó el 1 de noviembre de 2024.  El área terminal del aeropuerto es de unos 7.350 metros cuadrados con un área aeroportuaria que cubre 347 hectáreas de terreno. La pista en construcción mide 3.500 metros de largo y 45 metros de ancho, lo que permitirá el aterrizaje de aviones de gran tamaño como el Boeing 777-3000ER y el Airbus A380. 
La plataforma del aeropuerto tiene capacidad para tres aviones de gran tamaño, helipuertos para tres helicópteros y otras instalaciones de apoyo que proporcionarán servicios integrales para todo tipo de vuelos.  El costo del proyecto, estimado, es de aproximadamente 4,3 billones de rupias (261 millones de dólares estadounidenses). 